# Nelson Évora
Nelson Évora (Abiyán, Costa de Marfil, 20 de abril de 1984) es un deportista portugués de origen marfileño que compite en atletismo, especialista en la prueba de triple salto.
Participó en cuatro Juegos Olímpicos de Verano, entre los años 2004 y 2020, obteniendo una medalla de oro en Pekín 2008 y el sexto lugar en Río de Janeiro 2016, en su especialidad.
Ganó cuatro medallas en el Campeonato Mundial de Atletismo entre los años 2007 y 2017, y dos medallas de bronce en el Campeonato Mundial de Atletismo en Pista Cubierta, en los años 2008 y 2018.
Además, obtuvo una medalla de oro en el Campeonato Europeo de Atletismo de 2018 y tres medallas en el Campeonato Europeo de Atletismo en Pista Cubierta entre los años 2015 y 2019.
Fue el abanderado de Portugal en los Juegos de Pekín 2008 y Tokio 2020.

## Palmarés internacional
| Juegos Olímpicos                     | Juegos Olímpicos         | Juegos Olímpicos  | Juegos Olímpicos |
| Año                                  | Lugar                    | Medalla           | Prueba           |
| ------------------------------------ | ------------------------ | ----------------- | ---------------- |
| 2008                                 | Pekín (China)            | Medalla de oro    | Triple salto     |
| Campeonato Mundial                   |                          |                   |                  |
| Año                                  | Lugar                    | Medalla           | Prueba           |
| 2007                                 | Osaka (Japón)            | Medalla de oro    | Triple salto     |
| 2009                                 | Berlín (Alemania)        | Medalla de plata  | Triple salto     |
| 2015                                 | Pekín (China)            | Medalla de bronce | Triple salto     |
| 2017                                 | Londres (Reino Unido)    | Medalla de bronce | Triple salto     |
| Campeonato Mundial en Pista Cubierta |                          |                   |                  |
| Año                                  | Lugar                    | Medalla           | Prueba           |
| 2008                                 | Valencia (España)        | Medalla de bronce | Triple salto     |
| 2018                                 | Birmingham (Reino Unido) | Medalla de bronce | Triple salto     |
| Campeonato Europeo                   |                          |                   |                  |
| Año                                  | Lugar                    | Medalla           | Prueba           |
| 2018                                 | Berlín (Alemania)        | Medalla de oro    | Triple salto     |
| Campeonato Europeo en Pista Cubierta |                          |                   |                  |
| Año                                  | Lugar                    | Medalla           | Prueba           |
| 2015                                 | Praga (República Checa)  | Medalla de oro    | Triple salto     |
| 2017                                 | Belgrado (Serbia)        | Medalla de oro    | Triple salto     |
| 2019                                 | Glasgow (Reino Unido)    | Medalla de plata  | Triple salto     |